# Noreste de Ontario
El Noreste de Ontario es una subregión del Norte de Ontario en la provincia canadiense de Ontario ubicada al norte del Lago Hurón y al este del Lago Superior.
El Noreste de Ontario se compone de los distritos de Algoma, Sudbury, Cochrane, Timiskaming, Nipissing y Manitoulin. El Distrito de Parry Sound y el Municipio del Distrito de Muskoka son considerados como parte del Noreste de Ontario para algunos fines, aunque se encuentran geográficamente en la zona central de Ontario. 
El Noreste de Ontario y el Noroeste de Ontario pueden ser agrupados como el Norte de Ontario. Una diferencia importante entre las dos subregiones es que existe en el Noreste una población notable de francófonos. Un 25 por ciento de la población de la región habla francés como lengua materna, comparado con el 3.2 por ciento en el Noroeste. Casi la totalidad de la región (excepto el Distrito de Manitoulin) está designada como un área de servicio francófona bajo la Ley de Servicios en Francés de Ontario. En el Noroeste, por su parte, son unos pocos municipios solitarios que gozan de tal designación.
En 2023 la agencia de turismo del Noreste de Ontario lanzó una campaña mercadotécnica en redes sociales que denominó la región como "The Seven" en referencia al prefijo telefónico 705 de la región, así como al apodo popular de Toronto, "The Six".

## Municipios

### Ciudades
Hay seis ciudades en el noreste de Ontario. Estas son, en orden alfabético:
| Nombre de la ciudad | Población (2021) | Distrito                | Ref. |
| ------------------- | ---------------- | ----------------------- | ---- |
| Elliot Lake         | 11 372           | Distrito de Algoma      |      |
| Gran Sudbury        | 166 004          | Gran Sudbury            |      |
| North Bay           | 52 662           | Distrito de Nipissing   |      |
| Sault Ste. Marie    | 72 051           | Distrito de Algoma      |      |
| Temiskaming Shores  | 9 634            | Distrito de Timiskaming |      |
| Timmins             | 41 145           | Distrito Cochrane       |      |

### Pueblos
Los pueblos del noreste de Ontario en orden alfabético son:
| Nombre del pueblo | Población (2021) | Distrito                | Ref. | Nombre del pueblo | Población | Distrito                | Ref. |
| ----------------- | ---------------- | ----------------------- | ---- | ----------------- | --------- | ----------------------- | ---- |
| Blind River       | 3 620            | Distrito de Algoma      |      | Kirkland Lake     | 7 750     | Distrito de Temiskaming |      |
| Bruce Mines       | 582              | Distrito de Algoma      |      | Latchford         | 355       | Distrito de Temiskaming |      |
| Chapleau          | 1 942            | Distrito de Sudbury     |      | Markstay-Warren   | 2 708     | Distrito de Sudbury     |      |
| Cobalt            | 989              | Distrito de Temiskaming |      | Mattawa           | 1 881     | Distrito de Nipissing   |      |
| Cochrane          | 5 390            | Distrito de Cochrane    |      | Moosonee          | 1 512     | Distrito de Cochrane    |      |
| Englehart         | 1 442            | Distrito de Temiskaming |      | Smooth Rock Falls | 1 200     | Distrito de Cochrane    |      |
| Española          | 5 185            | Distrito de Sudbury     |      | Spanish           | 670       | Distrito de Algoma      |      |
| French River      | 2 828            | Distrito de Sudbury     |      | St. Charles       | 1 357     | Distrito de Sudbury     |      |
| Hearst            | 4 794            | Distrito de Cochrane    |      | Thessalon         | 1 260     | Distrito de Algoma      |      |
| Iroquois Falls    | 4 418            | Distrito de Cochrane    |      | Temagami          | 862       | Distrito de Nipissing   |      |
| Kapuskasing       | 8 057            | Distrito de Cochrane    |      |                   |           |                         |      |

## Transporte
La región es servida por varias ramas de la Carretera transcanadiense, incluyendo la Carretera 11, la 17, la 66 y la 69. Varias carreteras más de la región forman parte del sistema provincial de carreteras, pero no del sistema de la Carretera transcanadiense.
Las únicas autopistas son una porción de la Carretera 17 en el distrito de Walden en Gran Sudbury y la mayoría de la Carretera 69 entre Gran Sudbury y el río French. La conversión de lo que queda de la Carretera 69 en plena autopista está programada, y tras esta será redesignada como parte de la Carretera 400. El gobierno provincial también tiene planeada la futura conversión en autopista de la Carretera 17 de Sault Ste. Marie al este hacia Ottawa, aunque ningún plazo ha sido fijado para este proyecto.

## Población
| Población del Noreste de Ontario                    | Población del Noreste de Ontario | Población del Noreste de Ontario | Población del Noreste de Ontario | Población del Noreste de Ontario | Población del Noreste de Ontario | Población del Noreste de Ontario | Población del Noreste de Ontario | Población del Noreste de Ontario | Población del Noreste de Ontario | Población del Noreste de Ontario | Población del Noreste de Ontario |
| Distrito                                            | 2021                             | ±                                | 2016                             | ±                                | 2011                             | ±                                | 2006                             | ±                                | 2001                             | ±                                | 1996                             |
| --------------------------------------------------- | -------------------------------- | -------------------------------- | -------------------------------- | -------------------------------- | -------------------------------- | -------------------------------- | -------------------------------- | -------------------------------- | -------------------------------- | -------------------------------- | -------------------------------- |
| Noreste de Ontario                                  | 509 771                          | 0.8%                             | 505 625                          | -0.7%                            | 508 982                          | -0.3%                            | 510 326                          | -3.3%                            | 512 007                          | -5.6%                            | 542 248                          |
| Distrito de Algoma                                  | 113 777                          | -0.3%                            | 114 094                          | -1.5%                            | 115 870                          | -1.4%                            | 117 461                          | -0.9%                            | 118 567                          | -5.5%                            | 125 455                          |
| Distrito de Cochrane                                | 77 963                           | -2.2%                            | 79 682                           | -1.8%                            | 81 122                           | -1.7%                            | 84 688                           | -3.2%                            | 85 247                           | -8.6%                            | 93 240                           |
| Gran Sudbury (incluida la reserva india Wahnapitae) | 166 128                          | 2.8%                             | 161 647                          | 0.8%                             | 160 376                          | 1.6%                             | 157 909                          | 1.7%                             | 155 268                          | -6.1%                            | 165 336                          |
| Distrito de Manitoulin                              | 13 935                           | 5.1%                             | 13 255                           | 1.6%                             | 13 048                           | -0.3%                            | 13 090                           | 3.2%                             | 12 679                           | 7.9%                             | 11 747                           |
| Distrito de Nipissing                               | 84 176                           | 1.9%                             | 83 150                           | -1.9%                            | 84 736                           | 0.1%                             |                                  | 2.1%                             | 82 910                           | -2.3%                            | 84 832                           |
| Distrito de Sudbury                                 | 22 368                           | 3.8%                             | 21 546                           | 1.7%                             | 21 196                           | -3.0%                            | 21 392                           | -6.6%                            | 22 894                           | -3.9%                            | 23 831                           |
| Distrito de Temiskaming                             | 31 424                           | -2.6%                            | 32 251                           | -1.2%                            | 32 634                           | -1.9%                            | 33 283                           | -3.4%                            | 34 442                           | -8.9%                            | 37 807                           |